# Rocca di Lonato

La Rocca di Lonato del Garda (o Castello di Lonato) è una costruzione fortificata che sovrasta il centro abitato di Lonato del Garda, in provincia di Brescia.

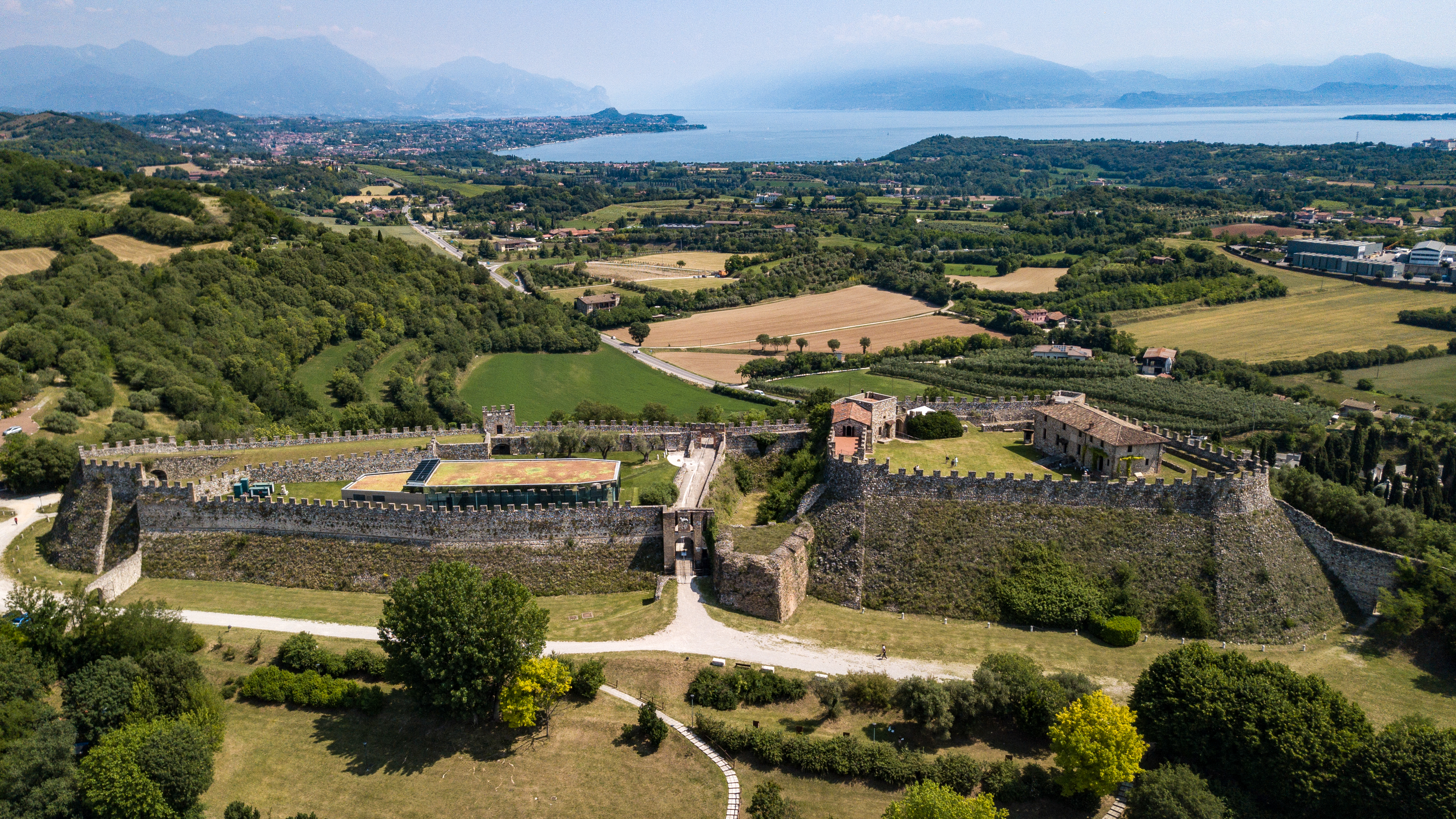
Rocca, veduta aerea della Rocca e del Parco della Rocca di Lonato del Garda

## Storia[1][2]
Le tracce più antiche fanno datare i primi insediamenti all'età della preistoria. Nel 1985, durante dei lavori di restauro, vennero infatti ritrovati numerosi frammenti di ceramica di impasto grossolano, uno spillone di bronzo ed una cuspide di freccia in selce.

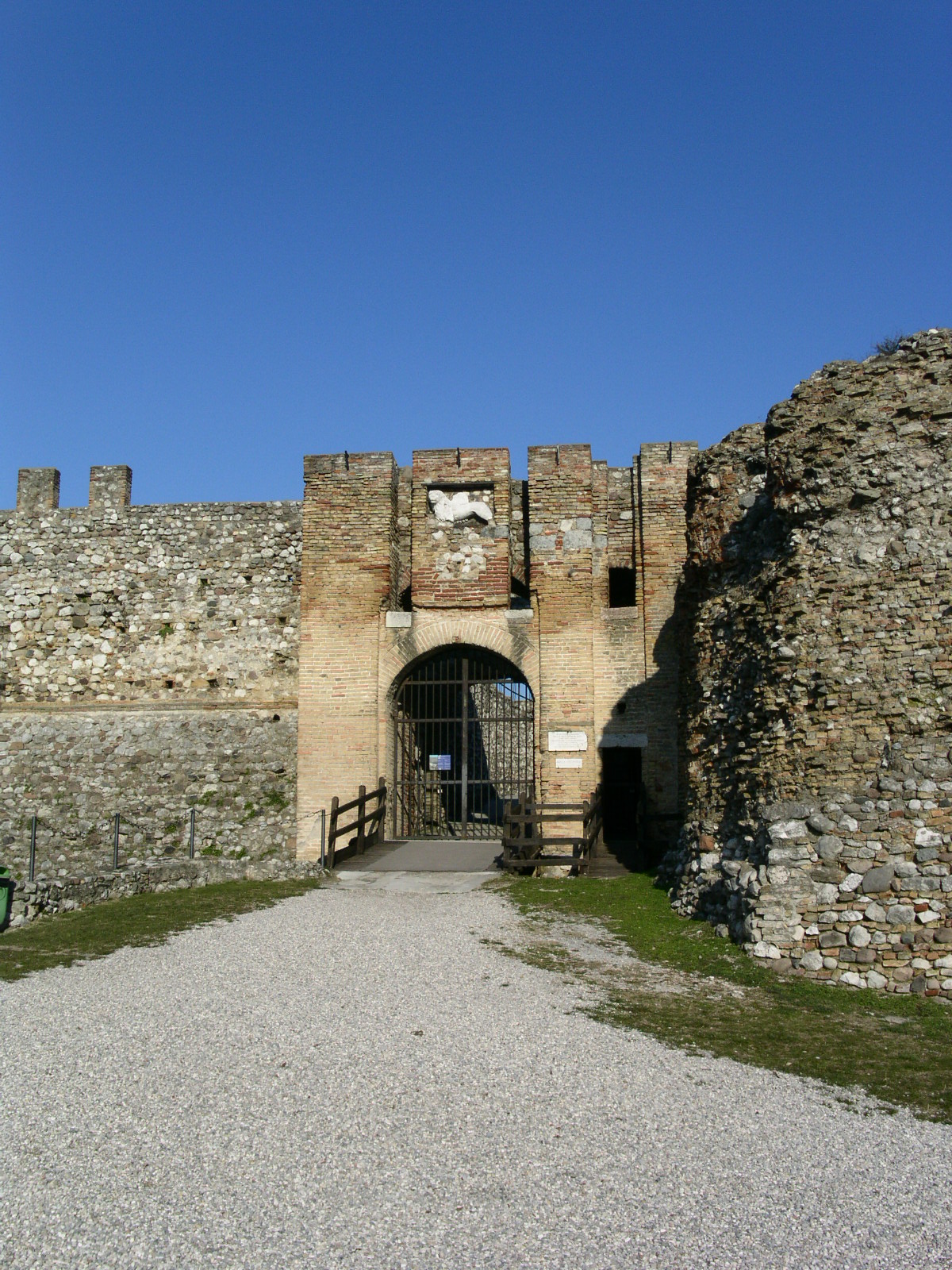
Rocca, Ingresso, Lonato del Garda

Edificata a partire dal X secolo fu da sempre considerata strategica dal punto di vista difensivo e militare.

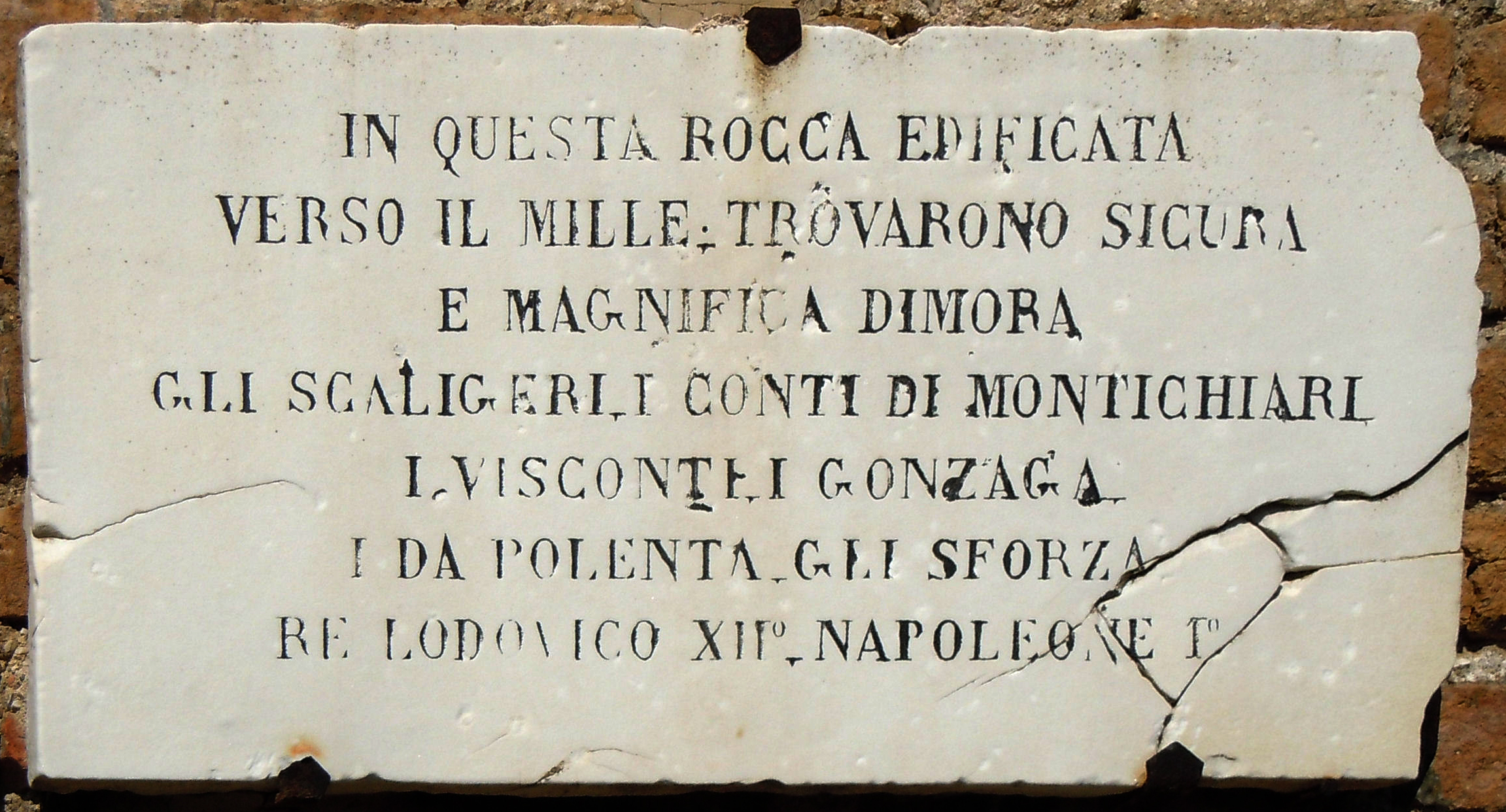
Rocca, Lapide all'ingresso, Lonato del Garda

Fu di proprietà dei conti di Montichiari, degli Scaligeri e nel 1376 dei Visconti che, con Bernabò, la potenziarono, estendendo le mura a tutto il borgo abitato. Fu Regina della Scala, moglie di Bernabò Visconti, ad ordinare nel 1376 il potenziamento della struttura di difesa della Rocca e la fortificazione di tutto il paese di Lonato mediante l'innalzamento di una cinta muraria, in quanto si rese conto dell'importanza strategica della sua posizione.
Nell'agosto del 1403 Lonato viene espugnato da Nicolò d'Este, anche se i Visconti continuarono a mantenere il dominio sino al 1404 quando, Lonato, altri paesi (tra cui Castiglione, Castel Goffredo e Solferino) e la Rocca passarono ai Gonzaga di Mantova e successivamente alla Repubblica di Venezia.

Il primo riscontro della descrizione della Rocca di Lonato ci viene dato, nel 1483, dal cronista e storico veneziano Marin Sanuto.
Nel corso della guerra che nel 1509 Venezia sostenne da sola contro la Lega di Cambrai, scese in campo anche, contro Venezia, il marchese di Mantova Francesco II Gonzaga in cambio della promessa di ricevere i territori di Lonato, Asola e Peschiera.
Tra il 1509 e il 1515 la Rocca tornò dunque in possesso dei marchesi di Mantova ed è di questo periodo il soggiorno nella fortezza di Isabella d'Este, moglie di Francesco II Gonzaga.
Isabella d'Este scrisse al marito dopo la visita al Castello:
"Dopo disnare son stata a vedere la Rocha quale non descriverò altramente perché scio che l'ha veduta, ma ben gli dirò che mai vidi loco dil più bello aspetto di quella et presi grandissimo spasso et recreatione a farmi nominare le terre infinite che se vedono. Se la Ex. V. ha deliberato farli far de li alloggiamenti dentro ha gran ragione perché seranno li più dilettevoli dil mondo..."

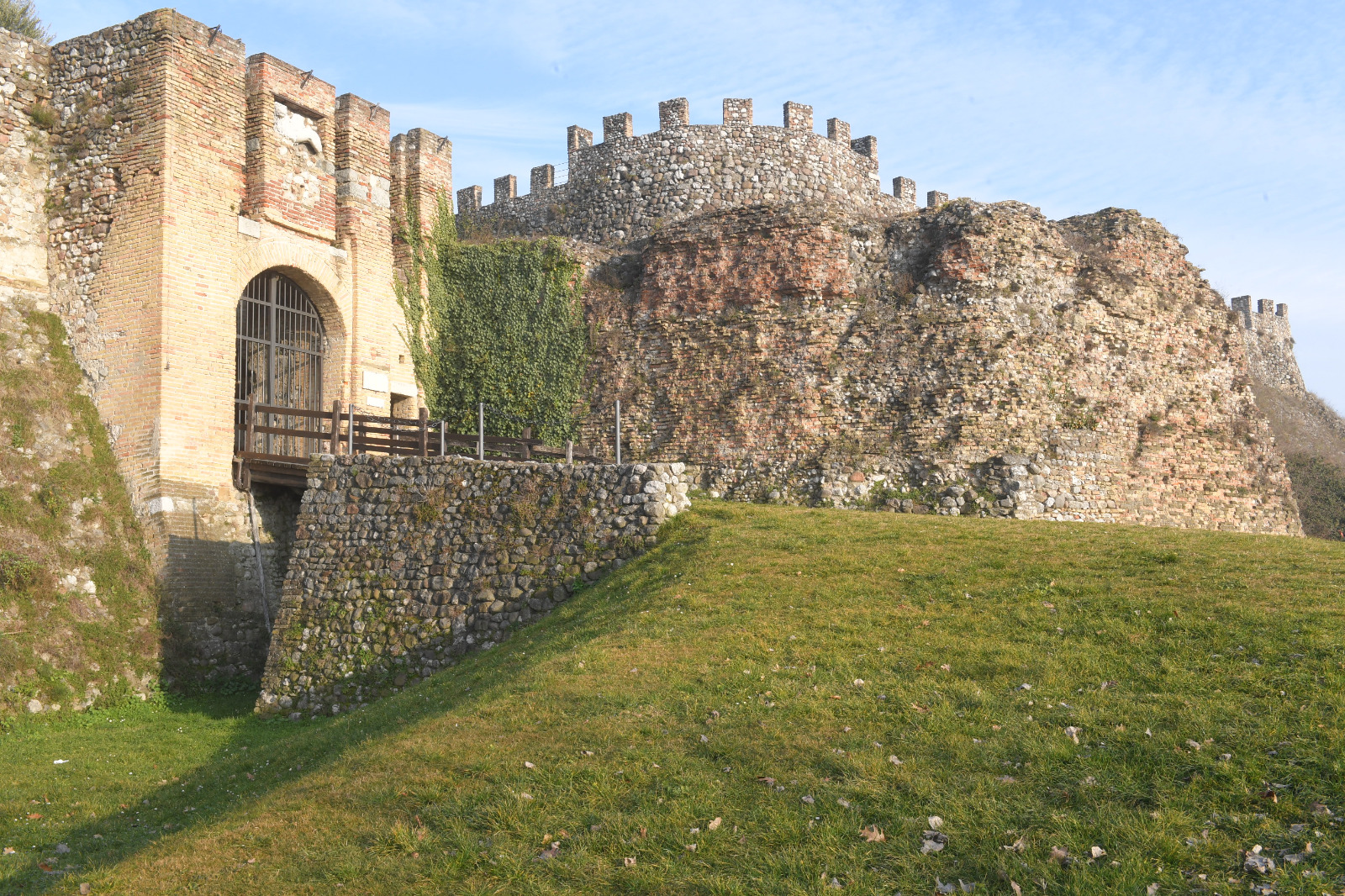
Rocca, Ingresso, Lonato del Garda

Un solo secolo dopo, nel 1610, il castello si presentava in condizioni precarie.

È il Podestà di Brescia Giovanni Da Lezze che ce lo testimonia nel suo "Catastico":
"...nella Rocca non vi sono case habitabili, ma tutte ruinate, anzi che in essa è formato un zardino per comodo dei Provveditori..."
Risistemato nel 1617, il forte subì ulteriori danni durante la guerra scoppiata nel 1629 per la successione al ducato di Mantova.
Agli inizi del XVIII secolo il Castello fu ancora testimone di fatti d'arme, e questa volta fu la guerra di successione spagnola a portare i due eserciti belligeranti sotto la Rocca, i quali, sfruttando la neutralità della Serenissima avevano la possibilità di passare liberamente per i suoi territori.
Correva l'anno 1705, l'armata imperiale al comando del principe Eugenio di Savoia, alla testa di 40.000 uomini, si accampò sotto le mura ovest del paese, mentre i 37.000 soldati dell'esercito gallo-ispanico, guidati dal generale Vendôme, si disposero nei campi e sulle colline della parte orientale.

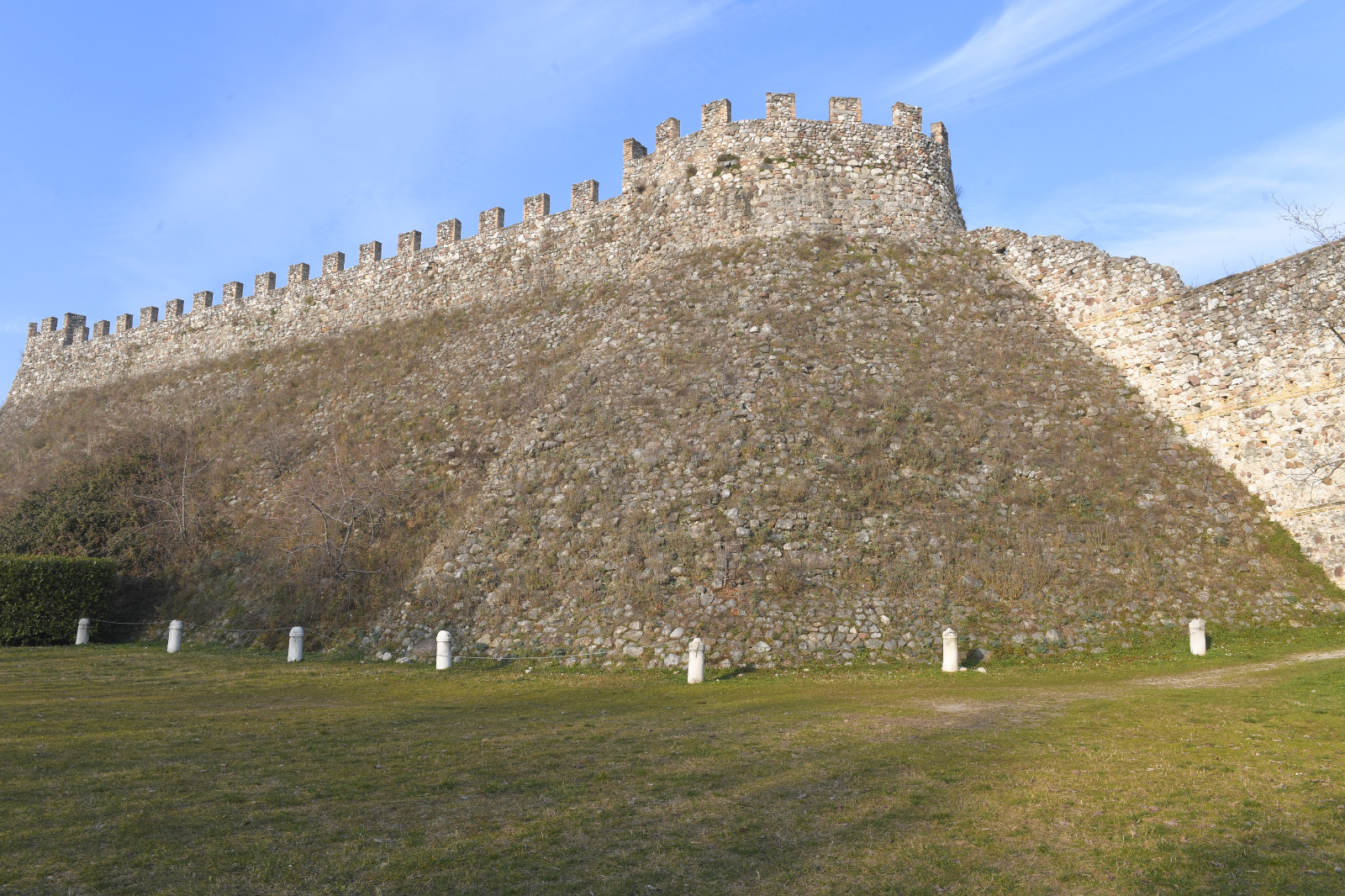
Rocca, Parco della Rocca, Lonato del Garda

Sotto le sue mura nel 1797 venne combattuta la sanguinosa Battaglia di Lonato tra l'esercito francese, al comando di
Napoleone Bonaparte e l'esercito austriaco, comandato dal feldmaresciallo Peter Vitus von Quosdanovich. Lo scontro ebbe luogo il 31 luglio 1796 e teatro del fatto d'arme fu la lunga altura visibile dalla punta nord occidentale del Castello, il monte della Roba, dal cui versante ovest i soldati francesi provenienti da Brescia riuscirono, dopo alcuni assalti, a sconfiggere e a scacciare dalla cima le truppe e le artiglierie austriache, costringendole ad una precipitosa ritirata verso Desenzano.
Le vittorie napoleoniche segnarono la fine della Repubblica di Venezia, così i nuovi assetti politici fecero venir meno l'importanza strategica di Lonato e della sua Rocca, segnandone una lenta e irreversibile decadenza.
Nel 1827 il demanio austriaco, fino ad allora proprietario della struttura, cedette la Rocca a privati, i quali, abbattute le caserme che ancora vi si trovavano al suo interno, convertirono l'interno e l'esterno a campi coltivati.
Nel 1912 venne dichiarata monumento nazionale.
Nel 1920 la struttura venne acquistata dal senatore Ugo Da Como ed attualmente è di proprietà della fondazione che porta il suo nome.

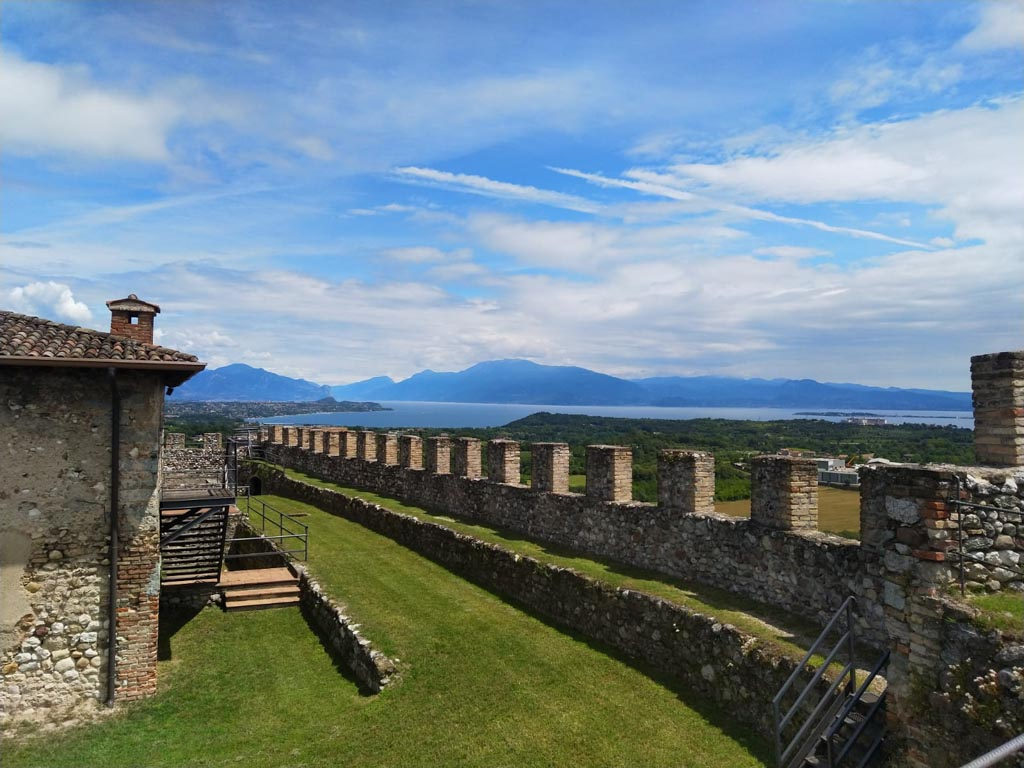
Rocca, Camminamento quartiere alto, Lonato del Garda

La Fondazione Ugo Da Como si occupa della conservazione della Rocca, oltre che del Museo Civico Ornitologico Gustavo Adolfo Carlotto, del Museo Casa del Podestà e dell'immenso patrimonio librario che ivi è conservato, che conta più di 50.000 volumi.
La Rocca, oltre ad essere visitabile, è anche sede di eventi pubblici, come Fiori nella Rocca, e privati, come eventi aziendali e matrimoni.

## Descrizione[1]
Il Castello di Lonato si erge sulla sommità di uno dei rilievi dell'anfiteatro morenico che domina la parte meridionale del Lago di Garda.
La fortificazione, destinata prettamente ad esigenze di ordine militare e difensivo, di presenta come una delle più imponenti di tutta la Lombardia.
Sono due i corpi che, a differenti livelli, la compongono: La Rocchetta nella parte più alta e, più in basso, quello che è denominato il Quartiere Principale.

Nonostante la lunga dominazione dei Visconti e degli Scaligeri, l'intero complesso, composto da grossi ciottoli morenici, presenta una merlatura guelfa, frutto di sommari restauri eseguiti in passato.

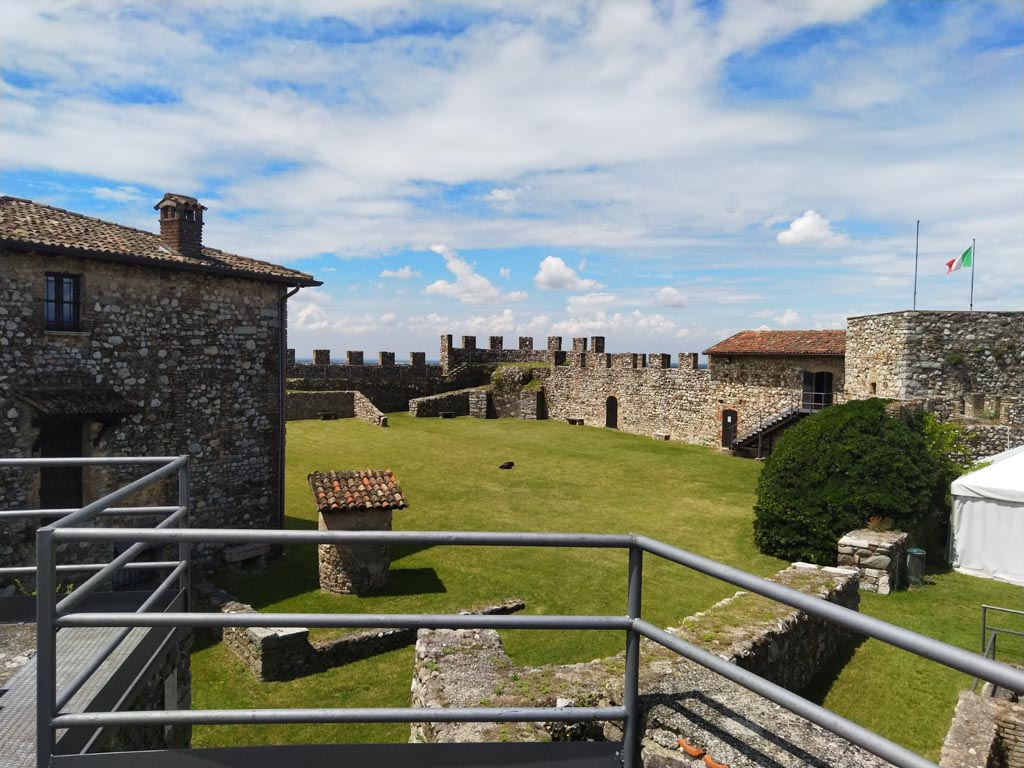
Rocchetta, Casa del Capitano, Pozzo

Al Castello si accede dal lato meridionale tramite una porta ed un ponte levatoio restaurati nel 1980 da un intervento curato dalla Soprintendenza dei beni architettonici.
Sul lato destro dell'ingresso principale si apre una postierla per il transito pedonale, mentre nella parte superiore, in una nicchia, è conservato un leone di S.Marco, simbolo della dominazione della Serenissima.
Prima dell'ingresso, sempre sulla destra si innalza la massiccia struttura in ciottoli e mattoni del baluardo, sulla cui sommità esistono tuttora tracce di incavi che possono essere ricollegati ad alloggi di bocche da fuoco poste a difesa della fortificazione.
Varcato l'ingresso, sulla destra sono visibili i resti dei locali di servizio del corpo di guardia, attraverso i quali si può accedere alla Casamatta del baluardo.

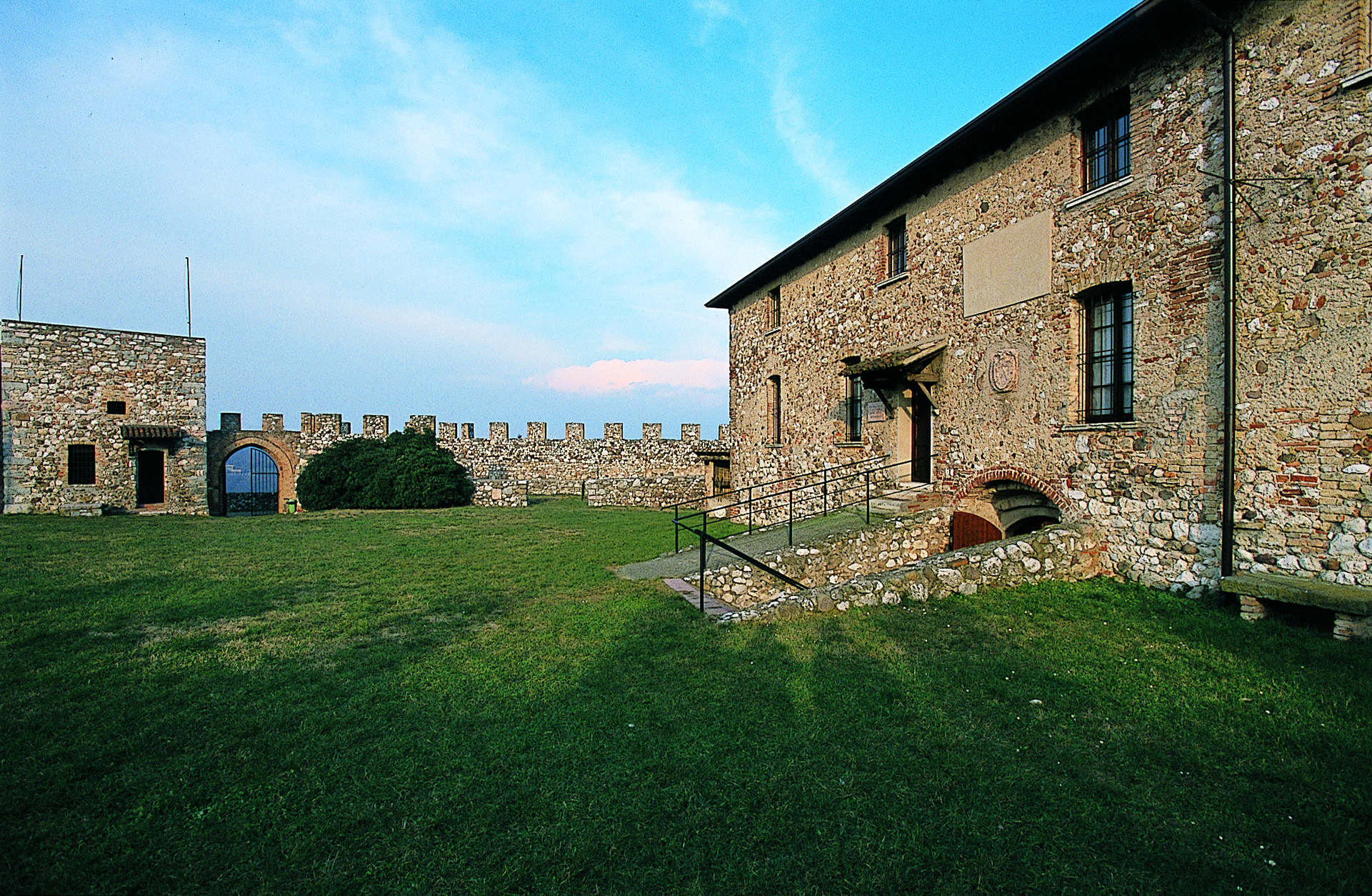
Rocchetta, Casa del Capitano

Percorsa una breve rampa, dal lato sinistro ci si immette nel Quartiere principale che conserva i resti di cammini delle caserme per l'alloggio delle truppe, un locale dotato di ampio forno ed un pozzo per la raccolta dell'acqua piovana. Un portale ad arco a sesto acuto immette nel Quartiere di Tramontana, alla cui estremità sono visibili i resti di una postazione di avvistamento e di artiglieria. Percorrendo a ritroso il cammino di ronda, dal quale si è in grado di godere di uno spettacolare panorama del Lago di Garda, si giunge all'ingresso della Rocchetta a fianco del quale si può notare la solida struttura del Mastio, dotato di prigione.
Varcato l'ingresso, sul lato destro si possono osservare gli ambienti restaurati del Quartiere di Monizione attraverso i quali si è in grado di raggiungere la sommità del Maschio, punto più elevato di tutta la Fortezza.

### Casa del Castellano
La Casa del Castellano si erge parallela al lato interno orientale della Rocchetta, antica dimora del responsabile della struttura difensiva, si presenta con una pianta rettangolare. I locali del piano rialzato, che conservano un camino di epoca rinascimentale, accolgono oggi il Museo Civico Ornitologico Gustavo Adolfo Carlotto.

Sul retro della Casa sono state portate alla luce alcune cisterne per la raccolta dell'acqua piovana, al cui rifornimento provvedeva anche il pozzo di acqua sorgiva tuttora visibile a lato della Casa.

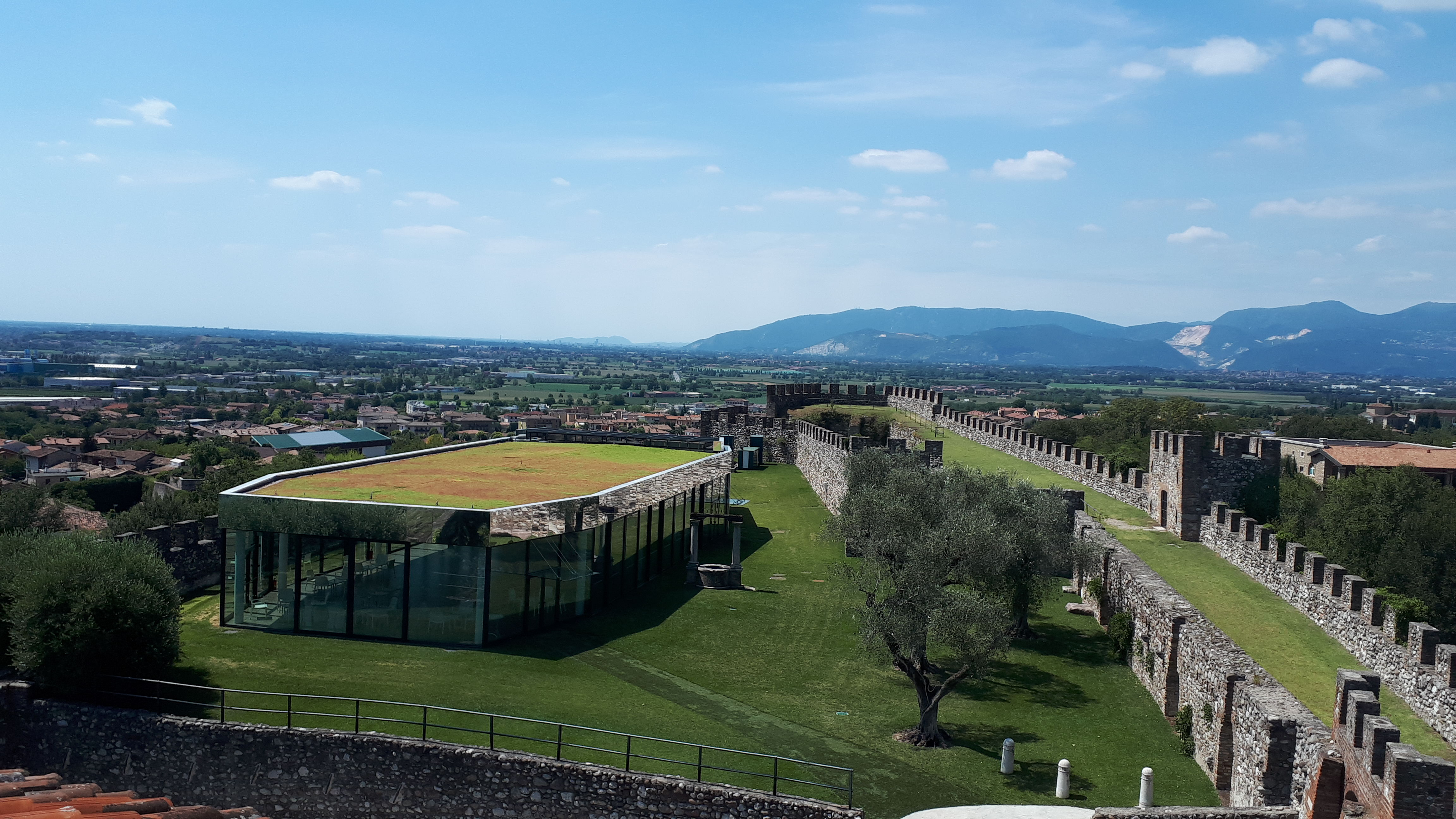
Rocca, Quartiere principale, Padiglione polifunzionale.